# Eriocrania haworthi
Eriocrania haworthi is een vlinder uit de familie van de purpermotten (Eriocraniidae). De wetenschappelijke naam van de soort is voor het eerst geldig gepubliceerd in 1966 door Bradley.